# HC TPS
HC TPS Turku eller bara TPS är ishockeysektionen i sportklubben TPS i Åbo. Klubben grundades 1922, då som en fotbollsklubb, men 1937 lades också ishockey till programmet. År 1939 tog sig TPS upp i mästerskapsserien men på grund av vinterkriget fick de spela sin första säsong i serien först 1941. Lagets storhetstid inföll under nittiotalet då det vann fem guld (1990–1991, 1993, 1995, 1999) och tre silver (1994, 1996, 1997).
TPS hemmaplan är Gatorade Center i Artukais. Tidigare hette hallen HK areena och den rymmer 11 820 åskådare vid ishockeymatcher.

## Säsonger
- HC TPS säsong 2008/2009

## Frysta nummer
- Nr 3 - Timo Nummelin (sonen Petteri tilläts använda numret)
- Nr 8 - Juhani "Juuso" Wahlsten
- Nr 15 - Reijo Leppänen
- Nr 16 - Rauli Tammelin
- Nr 23 - Hannu Virta

## Spelarprofiler
- Saku Koivu
- Timo Nummelin
- Hannu Virta